# Dulmage–Mendelsohn dekompozicija
U teoriji grafova, Dulmage-Mendelsohn dekompozicija je jedinstvena kompozicija bipartitivnog grafa uz poštovanje maksimalnog poklapanja po Dulmage-Mendelsohn-u.

Neka je G =(V+, V-; A) bipartitivni graf sa skupom čvorova koji se sastoje od dva dela V+ i V- u skupu grana A, gde su grane usmerene od V+ ka V-. Za M(⊆A) označavamo 
M je upareni podskup od A takav da nijedne dve grane iz M ne dele isti čvor. 